# Ramón Bello Bañón
Ramón Bello Bañón (Almansa, 1930-Albacete, 2016) va ser un polític, advocat, periodista, escriptor i professor universitari espanyol, alcalde d'Albacete entre 1974 i 1978.

## Biografia
Nascut en Almansa en 1930, es va llicenciar en Dret per la Universitat de Granada en 1955. Va treballar a l'Institut d'Higiene d'Albacete i va exercir com a advocat. En 1974 es va convertir en alcalde d'Albacete, càrrec que va ocupar fins a 1978. Va ser governador civil de Ciudad Real entre 1978 i 1981 i d'Alacant entre 1981 i 1982.
Va ser Degà de l'Il·lustre Col·legi d'Advocats d'Albacete, President del Consell General d'Advocats de Castella-la Manxa i membre del Consell General de l'Advocacia Espanyola. També va exercir com a professor de dret natural i filosofia del dret al Centre Associat de la UNED a Albacete i de deontologia a l'Escola de Pràctica Juridica.
Com a escriptor va publicar llibres com Los caminos del día o La biografía de otros ecos.
Va ser guardonat amb la Creu d'Honor de Sant Ramon de Penyafort.
És l'autor de l'himne de la Virgen de Los Llanos.